# Sabah Fakhri
Sabah Fakhri (arabisch صباح فخري, DMG Ṣabāḥ Fakhrī, geboren 1933 in Aleppo; gestorben 2. November 2021 in Damaskus) war ein syrischer Sänger der klassischen arabischen Musik.

## Leben und Karriere
Geboren als Sabah Abu Qaws, wuchs Sabah Fakhri in einer religiösen syrischen Familie auf. Als Kind wurde er von arabischen Sängern wie Ali Darwich, Omar Batch und Mohamed Rajab inspiriert und träumte von einer Karriere als Musiker traditioneller arabischer Musik.
Sabah Fakhri studierte an der Akademie für arabische Musik in Aleppo und später, bis 1948, an der Musik-Akademie in der syrischen Hauptstadt Damaskus. Sein Name, Sabah Fakhri, wurde ihm von seinem damaligen Lehrer Fakhri al-Barudi gegeben. Dieser überzeugte Fakhri, in Syrien zu bleiben und nicht nach Italien zu reisen. Einer der ersten Auftritte Fakhris war eine Vorführung im Palast des damaligen Staatspräsidenten Schukri al-Quwatli und des syrischen Ministerpräsidenten Jamil Mardam Bey.
Bald wurde Fakhri in der arabischen Welt für seine traditionelle Musik bekannt und geehrt für seine Arbeit, die als „Erhaltung der Popularität der traditionellen arabischen Musik“ bezeichnet wurde. Fakhri war einer der wenigen arabischen Sänger, die Konzerte in Europa, Asien, Amerika und Australien gaben. Sein Name wurde im Guinness-Buch der Rekorde eingetragen, als er in Caracas (Venezuela) für zehn Stunden kontinuierlich sang.
Fakhri starb am 2. November 2021 im Alter von 88 Jahren in einem Krankenhaus in Damaskus.

## Diskografie

### Singles (Auswahl)
- Fouq Al Nakhl
- Ibâathli Gawab
- Ya Tira Tiri
- Galla Man Qad Saouara
- Malek Ya Helwa